# Quake
Quake (englisch „Beben“, umgangssprachlich im Sinne von Erdbeben) ist ein Computerspiel und der erste Teil der Quake-Serie. Das Spiel wurde 1996 von id Software veröffentlicht und war, nach dem Actionspiel Descent, der erste Ego-Shooter, der neben einer echten 3D-Umgebung auch Gegner und erstmals auch Gegenstände aus Polygonen benutzte. Frühere Ego-Shooter wie Doom oder Duke Nukem 3D stellten aufgrund der geringen Rechenleistung der damaligen Computer die Spielfiguren und Gegenstände noch durch 2D-Grafiken (so genannte Sprites) dar.
Es gibt zusätzlich zur normalen, per Software gerenderten Version auch das hardwarebeschleunigte GLQuake, das unter anderem die Darstellung von bilinear gefilterten Texturen ermöglicht.
Da der Quellcode von id Software als Open Source freigegeben wurde, gibt es einige Sourceports. Diese ermöglichen u. a. das Spielen unter neuen Betriebssystemen, mit hoher Auflösung, 3D-Beschleunigung sowie Grafikeffekten. Am bekanntesten ist der Sourceport DarkPlaces von Forest „LordHavoc“ Hale.
Die Musik des Computerspiels komponierten Trent Reznors Nine Inch Nails. Das Logo dieser Band – NIИ – ist auch auf Nailgun-Munitionskisten im Spiel zu finden.
Am 19. August 2021 wurde eine von Nightdive Studios technisch und grafisch überarbeitete Version veröffentlicht. Neben den offiziellen Erweiterungen sind zwei neue Erweiterungen von MachineGames enthalten. Die Remaster-Version ist erhältlich für Windows, Nintendo Switch, PlayStation 4, PlayStation 5, Xbox One und Xbox Series X/S.

## Handlung
Bei geheimen Experimenten mit der Slipgate-Technologie werden Portale in eine andere Dimension geöffnet. Eine dämonische Macht, die mit dem Codenamen Quake bezeichnet wird, hat die Portale nun zu einem Überfall auf die militärische Forschungsbasis genutzt und die gesamte Besatzung überwältigt. Der Spieler ist die einzige überlebende Person auf der Basis und macht sich auf, durch die Portale die fremden Dimensionen zu betreten und den unbekannten Feind zu bekämpfen.
Die Welt von Quake wurde insbesondere durch den von H. P. Lovecraft erschaffenen Cthulhu-Mythos inspiriert, was an der Gestaltung der Monster, der archaisch-fremdartigen Architektur und der Namensgebung der Level sichtbar wird.
Der Spielercharakter aus Quake findet sich mit dem Namen „Ranger“ unter den wählbaren Spielfiguren in Quake III Arena (1999) und in Quake Champions (2016) wieder.

## Spielverlauf
Das Spiel ist in vier Episoden aufgeteilt, die jeweils in einem anderen Teil der Militärbasis beginnen. Am Ende dieser relativ einfachen Start-Level befinden sich Teleporter, die einen in eine fremdartige Dimension bringen, in welcher der Rest der jeweiligen Episode spielt. Innerhalb der Level müssen neben den Kämpfen verschiedene Schlüssel- und Schalterrätsel gelöst werden, der Spieler muss Fallen entgehen und in dem oft verwinkelten Aufbau den richtigen Weg finden. In jedem Spielabschnitt sind mehrere geheime Räume versteckt, die oft nützliche Gegenstände enthalten. Zusätzlich gibt es in jeder Episode einen Geheimlevel, dessen Zugang erst vom Spieler entdeckt werden muss. Der Schwierigkeitsgrad steigt in den folgenden Levels an (besser verborgene Fallen, Gegner werden kampfstärker und zahlreicher). Die Episoden enden jeweils mit einem besonders herausfordernden Kampf, teilweise auch gegen einen Endgegner. Am Ende des Spiels muss die Wesenheit Shub-Niggurath besiegt werden.

## Gegner
Die Gegner sind entsprechend dem Militärbasis-Szenario und den übrigen Szenarien in zwei Gruppen aufgeteilt. In den Start-Levels jeder Episode trifft der Spieler zunächst auf ehemals menschliche Soldaten, die von einer unbekannten Macht manipuliert worden sind:
- Grunt: ehemaliger einfacher Soldat, bewaffnet mit einer Schrotflinte
- Enforcer: stärker gerüsteter Soldat mit einer Energiewaffe
- Rottweiler: abgerichteter Wachhund

In den fremden Dimensionen gilt es gegen folgende Monster zu kämpfen:
- Ogre: menschenähnliches Monster, bewaffnet mit Kettensäge und Granatwerfer
- Fiend: ein mit Hörnern und scharfen Klauen bewehrtes Wesen, das mit schnellen Sprungattacken angreift
- Scrag: schwebende Kreatur, die fliegende Projektile ausspeit
- Zombie: ein wandelnder Leichnam, der nur durch Granaten oder Raketen endgültig getötet werden kann
- Rotfish: ein bissiger Fisch
- Spawn: ein wild herumspringendes, teerartiges Ding, das bei Körperkontakt explodiert
- Knight: leichter Schwertkämpfer
- Death Knight: schwerere Variante des Schwertkämpfers, der zusätzlich noch über eine fächerförmige Fernattacke verfügt
- Vore (auch Shalrath genannt): Monster mit entfernt menschenähnlichem Oberkörper und dreibeinigem, spinnenartigen Unterkörper; schleudert zielsuchende Sprengsätze
- Shambler: Yeti-artiger Koloss, der den Spieler aus der Entfernung mit Blitzschlägen und im Nahkampf mit Prankenhieben attackiert

## Entwicklung
Zunächst war geplant, den Protagonisten als Thor mit einem Hammer bewaffnet durch eine aztekische Welt ziehen zu lassen. In einer ersten Neuausrichtung sollte es ein Rollenspiel im Mittelalter-Szenario werden. Schließlich verwarf man die Idee und orientierte sich stärker an Doom.

## Mehrspielermodus
Quake bietet einen Mehrspieler-Modus, mit dem man über Nullmodem-Kabel, ein Netzwerk (LAN) sowie im Internet mit oder gegen andere Spieler spielen kann.
Obwohl es vor Quake schon Mehrspielerturniere gegeben hat, so hat das Spiel von id Software einen großen Einfluss auf die Entwicklung des E-Sports gehabt. Einer der Entwickler des Spiels, John Carmack, hat seinen 1987er Ferrari 328 GTS als Preis für den Sieger des 1997 von Microsoft gesponserten „Red-Annihilation-Turnieres“ ausgelobt. Durch diesen Preis wurde das Interesse der Öffentlichkeit erstmals auf ein Computerspiel-Turnier gelenkt.
Dennis „Thresh“ Fong gewann das Turnier.
Seit Dezember 1996 gibt es auch einen separaten, für das Internet optimierten Mehrspieler-Client namens QuakeWorld (oder kurz QW). QuakeWorld löste den ersten großen Boom des Internet-Mehrspielermodus im Ego-Shooter-Genre aus. Neben einer stetig wachsenden Anzahl von Deathmatch-Karten entwickelten die Spieler noch im selben Jahr eine Reihe neuer Spielmodi für Quake, von denen seitdem viele in nachfolgenden Ego-Shootern übernommen wurden, darunter beispielsweise Capture the Flag und das klassenbasierte Team Fortress.
Nach der Veröffentlichung des Quelltextes 1999 durch id Software hat QuakeWorld eine Renaissance erfahren: Projekte wie FuhQuake und moreQuakeWorld brachten aktuelle Technologien und viele Detailverbesserungen, ezQuake ist momentan der fortgeschrittenste QuakeWorld-Client.

## Erweiterungen
Es gibt zwei offizielle Erweiterungen für Quake:
- Quake Mission Pack I: Scourge of Armagon – erschienen am 27. Februar 1997, entwickelt von Hipnotic Interactive (Ritual Entertainment)
- Quake Mission Pack II: Dissolution of Eternity – erschienen am 26. März 1997, entwickelt von Rogue Entertainment

Die am 19. August 2021 veröffentlichte Enhanced Edition enthält zwei neue Erweiterungen:
- Dimension of the Past – erschienen am 25. Juni 2016, entwickelt von MachineGames
- Dimension of the Machine – erschienen am 19. August 2021, entwickelt von MachineGames

## Modifikationen
Viele Spieler haben eigene Levels und Spielermodelle erschaffen sowie eigene Änderungen zum Spiel selbst hinzugefügt. Dadurch entstanden Modifikationen (Mods), die völlig neue Spielvarianten erlauben oder teilweise nichts mehr mit der ursprünglichen Handlung von Quake zu tun haben, unter anderem das Autorennspiel Quake Rally. Möglich ist dies mit der in die Quake-Engine integrierten Programmiersprache QuakeC, eine vereinfachte Form der Programmiersprache C, mit der Spielabläufe in Quake definiert werden können.

## Portierungen
Durch die Freigabe des Quelltextes wurden zunächst Portierungen der Spielengine für verschiedene Plattformen entwickelt, welche es möglich machten, Quake auf diesen zu spielen (z. B. Linux, Windows, ZETA oder neuerdings Symbian). Aus dieser Zeit stammt auch die Bezeichnung der neuen Spielgrundlage: die sogenannten Ports. Nach und nach wurden diese Projekte immer ausgereifter, und es wurden immer neue Funktionen hinzugefügt oder bestehende erweitert. Inzwischen gibt es Ports, die mit aktuellen Spielen bzgl. der Effekte durchaus gleichziehen können. Diese Ports haben sich in zwei Bereichen entwickelt: a) für den Einzelspieler mit vielen Effekten und feinen Strukturen sowie wesentlich erhöhten Details und b) für den Mehrspielermodus, in dem in erster Linie das Spielen über Netzwerke und kompatible Klienten ermöglicht wird.

## Rezeption
Im direkten Vergleich mit Duke Nukem 3D sei die Grafikengine ausgefeilter, jedoch seien die Level abwechslungsarm, Automapping fehle. Quake benötige eine gewisse Einspielzeit. Es sei optisch stark, aber auf subtile Art. Die Spielwelt wirke echter, die Lichteffekte eleganter, die Texturen schicker. Auffallend seien die realistischen Rundungen. Die Monster aus Polygonen seien auch aus nächster Nähe noch erschreckend. Das Leveldesign hänge jedoch durch. Mehr als die bekannten Schalterrätsel werden nicht geboten. Spielerisch habe sich gegenüber Doom wenig getan. Das Inventarsystem aus diesem fehle. Quake sei brutal, sicherlich nicht jedermanns Geschmack und überhaupt nicht für Kinder geeignet. Die Engine habe das Potenzial, für weitere Spiele verwendet zu werden. Erst in den späteren Levels der Vollversion werde die Spielwelt ausladender und erhalte Spielwitz. Sie bleibe jedoch statisch und steril. Die Anforderungen an die Hardware seien hoch, was der Zugänglichkeit nicht zuträglich sei.
Retrospektiv sei es ein Meilenstein in der Spielgeschichte.